# Кзыл-Ярское сельское поселение
Кзыл-Ярское се́льское поселе́ние — муниципальное образование в Бавлинском районе Татарстана Российской Федерации.
Административный центр — село Кзыл-Яр.

## История
Статус и границы сельского поселения установлены Законом Республики Татарстан от 31 января 2005 года № 16-ЗРТ «Об установлении границ территорий и статусе муниципального образования "Бавлинский муниципальный район" и муниципальных образований в его составе».

## Население
| 2010  | 2011  | 2012  | 2013  | 2014  | 2015  | 2016  |
| ----- | ----- | ----- | ----- | ----- | ----- | ----- |
| 1786  | ↘1780 | ↗1824 | ↘1803 | ↘1800 | ↘1785 | ↘1779 |
| 2017  | 2018  |       |       |       |       |       |
| ↗1782 | ↘1762 |       |       |       |       |       |

## Состав сельского поселения
| № | Населённый пункт | Тип населённого пункта       | Население |
| - | ---------------- | ---------------------------- | --------- |
| 1 | Кзыл-Яр          | село, административный центр |           |
| 2 | Старые Чути      | деревня                      |           |
| 3 | Уба              | деревня                      |           |
| 4 | Якты-Елга        | деревня                      |           |